# Una strada chiamata domani (film 1978)
Una strada chiamata domani (Bloodbrothers) è un film del 1978 diretto da Robert Mulligan. Il film, oltre a contenere una delle prime interpretazioni di Richard Gere, ha anche lanciato l'attrice Marilu Henner, che più tardi prenderà parte alla nota serie televisiva Taxi.

## Trama
I De Coco sono una famiglia siculo-americana che vive a New York. Tommy, un operaio edile, è il padre di due figli: Albert e Stony. Quest'ultimo, che a differenza degli altri due fratelli non vuole diventare un operaio, vorrebbe diventare assistente in una scuola per l'infanzia, ma è contrastato duramente dal padre.

## Accoglienza
Il film ha ricevuto critiche positive da parte della critica, che ha apprezzato tutto il cast in generale. In particolare è stata lodata l'interpretazione di Richard Gere.

## Riconoscimenti
- 1979 - Premio Oscar
  - Nomination alla miglior sceneggiatura non originale a Walter Newman
- 1979 - Writers Guild of America
  - Nomination alla migliore sceneggiatura non originale a Walter Newman

## Distribuzione
Il film, distribuito dalla Warner Bros., è stato distribuito alle sale statunitensi a partire dal 6 ottobre del 1978.